# لی این-پیو
لی این-پیو (انگلیسی: Lee In-pyo؛ زادهٔ ۸ مارس ۱۹۴۳) بازیکن بسکتبال اهل کره جنوبی بود. وی در بازی‌های المپیک تابستانی ۱۹۶۸ شرکت کرده‌است.